# 夏嘉平
夏嘉平（1969年3月1日—），上海人，中国男子网球运动员。他曾获得1990年亚洲运动会网球比赛男子双打、男子团体金牌，1994年亚洲运动会网球比赛混合双打金牌。